# 원영식
원영식(Young Sik Won , 1961년 3월 19일 ~ )은 대한민국의 기업인이다.
2023년 7월 자본시장법 위반 혐의로 구속기소되어 경영일선에서 사퇴했다.

## 경력
2021 ~ 2023.07 초록뱀컴퍼니 회장 (검찰 수사로 인해 사퇴)
2018.01 ~ 초록뱀미디어 회장
2018.01  W홀딩컴퍼니 회장
2016.02 서울특별시 중구 명예구청장
2013.11 ~ 2017.11 대한장애인체육회 부회장
2013.01 ~ 2014.12 일본 KNTV 회장
2010.01 ~ 엄홍길휴먼재단 이사
2009.09 아너 소사이어티 회원

## 수상경력
2014 제4기 국민추천포상 국무총리 표창
2014 사회복지공동모금회장 표창
2012 청룡봉사상 인상
2012 보건복지부장관 표창
2011 서울특별시 중구청장 표창
2010 보건복지부장관 감사장
2008 제10회 구민의 날 중구구민상 봉사부문
2006 보건복지부장관 표창